# Thomas Pinckney

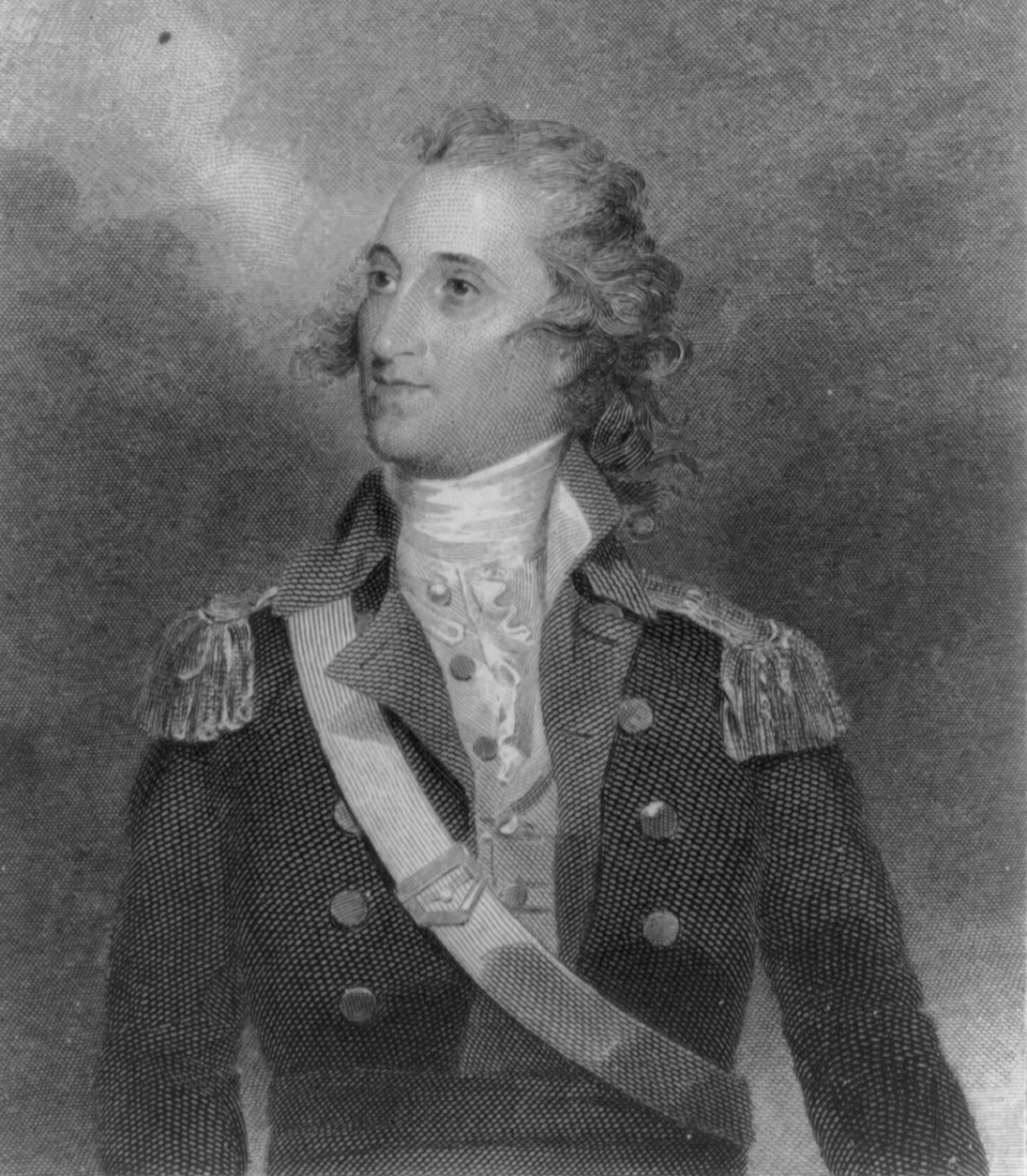
Thomas Pinckney

Thomas Pinckney (* 23. Oktober 1750 in Charles Town, Province of South Carolina; † 2. November 1828 ebenda) war ein US-amerikanischer Offizier, Politiker und Diplomat.
Er war der Bruder von Charles Cotesworth Pinckney und Cousin von Charles Pinckney.

## Frühe Jahre
Thomas Pinckney war der jüngste Sohn des Plantagenbesitzers Charles Pinckney, zeitweise der oberste Richter von South Carolina, und seiner zweiten und sehr viel jüngeren Frau Elizabeth Lucas. Sein Vater wurde 1753 Commissioner of the Colony in London und die Familie siedelte ins Mutterland um, als Pinckney drei Jahre alt war. Pinckney und sein älterer Bruder Charles Cotesworth besuchte die Westminster School in London. Thomas zeichnete sich im Studium des Altgriechischen aus. und führte später während des amerikanischen Unabhängigkeitskrieges stets eine Sammlung altgriechischer Gedichte bei sich. Er immatrikulierte sich in der Folge am Christ Church College in Oxford und besuchte danach die französische Militärakademie in Caen, wo er Reiten, Fechten und soldatische Disziplin lernte. Er studierte am Inner Temple in London Jura, während die Familie 1758 nach Amerika zurückkehrte.
1774 kehrte er im Alter von 24 Jahren nach South Carolina zurück. Er wurde dort als Rechtsanwalt zugelassen und begann, in Charles Town zu praktizieren. Er heiratete Sarah Middleton, eine Tochter von Henry Middleton, einem ehemaligen königlichen Rat und einem der reichsten Männer in der Kolonie.

## Militärische Karriere
Pinckney wurde ein glühender Anhänger der Revolutionsbewegung und trat 1775 in das First South Carolina Regiment der Kontinentalarmee ein, in der er es zum Captain brachte. 78 Briefe an seine nur wenig jüngere Schwester Harriot, die sich in dem Archiv des Library of Congress befinden, beschreiben seine Erlebnisse während des Krieges. Die meisten betreffen jedoch Bitten um Wäsche oder Nahrungsmittel. Nach längerem Nichtstun in der Etappe wurde er ausgesandt, um im Bezirk von Orangeburg zu rekrutieren. Er war an der Einnahme von Fort Johnson beteiligt und half, Haddrell's Point zu befestigen. Zusammen mit seinem Bruder nahm er an dem erfolglosen Angriff auf St. Augustine teil. Er entkam nach dem Fall von Charles Town, weil er einen Auftrag von General Benjamin Lincoln ausführte, wurde aber in Camden verwundet und gefangen genommen. Seine Frau pflegte ihn in über längere Zeit in Fort Motte, danach war er in Snee Farm auf der Plantage eines Verwandenten interniert.
1779 plünderten britische Dragoner unter Lieutenant-Colonel James Marcus Prevost seine Plantage Auckland (Ashepoo) am Ashepoo River in Colleton County, beschlagnahmten die Pferde, befreiten die Sklaven, aßen das Kleinvieh, zerstörten das Mobiliar und brannten das Haus nieder. 1780 wurde der gesamte Besitz der Familie beschlagnahmt. 1781 wurde Pinckney abgelöst und zog mit seiner Familie nach Philadelphia. Insgesamt wird seine militärische Karriere als wenig glanzvoll bezeichnet.

## Politische Laufbahn
Nach dem Ende des Krieges kehrte Pinckney auf seine mit Sklaven bewirtschaftete Plantage Auckland zurück, ehe er sich der Politik zuwandte. Zwischen 1787 und 1789 war er Gouverneur von South Carolina. In dieser Zeit ratifizierte eine Versammlung unter Pinckneys Vorsitz die amerikanische Verfassung von 1787 für South Carolina. Damit wurde South Carolina, wie die übrigen zwölf Gründerstaaten, Bundesstaat der Vereinigten Staaten.
Nach dem Ende seiner Amtszeit gehörte er ab 1791 dem Repräsentantenhaus von South Carolina an. Präsident George Washington ernannte ihn zum Botschafter der Vereinigten Staaten in Großbritannien. Dieses Amt bekleidete er von 12. Januar 1792 bis zum 28. Juli 1796. Vom November 1795 bis zum November 1796 fungierte er zeitweise als Sondergesandter in Spanien, wo er mit dem Pinckney-Vertrag die Grenzziehung zwischen den Vereinigten Staaten und der seinerzeit noch spanischen Besitzung Florida sowie Louisiana aushandelte. In Nachfolge von William L. Smith war er vom 23. November 1797 bis zum 3. März 1801 Abgeordneter der Föderalistischen Partei im Repräsentantenhaus. Dabei war er 1798 am Amtsenthebungsverfahren gegen Senator William Blount aus Tennessee beteiligt.
Danach war Pinckley erneut als Rechtsanwalt und auf seiner Plantage tätig. 1812 war er Major-General im Britisch-Amerikanischen Krieg. Bei der Präsidentschaftswahl 1796 stellte sich Pinckney als Vizepräsident von John Adams zur Wahl, unterlag aber kurioserweise gegen den Präsidentschaftskandidaten Thomas Jefferson. Aufgrund der Regelung, dass der Kandidat mit den zweitmeisten Wahlmännerstimmen Vizepräsident wurde, und weil die Kandidaten zur Präsidentschaft und zur Vizepräsidentschaft formal nicht getrennt waren, wurde Präsidentschaftskandidat Jefferson zum Vizepräsidenten seines Gegners Adams, während Pinckney den dritten Platz belegte. Die Wahlmänner konnten für beide Ämter je eine gleichwertige Stimme vergeben. Theoretisch hätte auch ein Vizepräsidentschaftskandidat zum Präsidenten gewählt werden können. Viele Wahlmänner, die für Adams gestimmt hatten, gaben Pinckney nicht ihre zweite Stimme. Jefferson hingegen war knapp an Adams gescheitert und deswegen Vizepräsident geworden.
Er verstarb 1828 und wurde auf dem St. Philip’s Churchyard beigesetzt. Sein Sohn Charles war später Vizegouverneur von South Carolina. 

## Ehrung
Die Stadt Pinckneyville in Georgia wurde nach ihm benannt, nachdem er durch dieses Gebiet gereist war. Die Stadt existiert nicht mehr, die Bewohner verließen sie, um das nahegelegene Norcross zu gründen. Pinckneyville ist der Name einer Mittelschule im Gebiet von Norcross.